# Atelopus gracilis
Atelopus gracilis ist eine Amphibienart aus der Familie der Kröten (Bufonidae).

## Merkmale
Atelopus gracilis ähnelt Atelopus flavescens sehr stark. Bei Atelopus gracilis ist der Rumpf alter Weibchen dreimal so lang wie der Kopf, der alter Männchen zweieinhalbmal so lang und das Tibiotarsalgelenk reicht ein kleines Stück über das Auge hinweg, wenn das Hinterbein an den Körper angelegt ist. Der Körper ist tiefbraun gefärbt und weist rotbraune Längsstreifen auf. Manchmal sind vom Auge bis zur Weiche auch noch weiße Längsstreifen vorhanden.

## Vorkommen
Die Art ist auf der zu Kolumbien gehörenden Insel Gorgona endemisch.

## Systematik
Darrel Frost, American Museum of Natural History, führt Atelopus gracilis in seiner Online-Referenz „Amphibian Species of the World“ als Synonym zu Atelopus elegans Boulenger, 1882, und verweist auf eine weitere Synonymbeschreibung durch Rivero.